# Komitet Sabotażowy do Walki z Hitleryzmem
Komitet Sabotażowy do Walki z Hitleryzmem – grupa sabotażowa działająca w latach 1940–1942 na terenie Łodzi, o charakterze komunistycznym. Została zespolona z grup sabotażowych działających w Łodzi.

## Historia
Wiosną 1940 roku na Retkinii odbyło się spotkanie aktywu, na którym obecni byli m.in.: Tadeusz Głąbski, Leon Koczaski, Kazimierz Krysiński, Marian Kuliński, Jan i Józef Lewandowscy, Jan Piątkowski i Jan Szwajda. Podczas spotkania postanowiono zainicjować powstanie nowej grupy, która po nawiązaniu kontaktu z Ignacym Logą-Sowińskim i Bronisławem Znojkiem przybrała wiosną 1941 nazwę Komitet Sabotażowy do Walki z Hitleryzmem. Głównym jej celem było sabotowanie oraz organizacja akcji sabotażowych i dywersyjnych. Organizacja posiadała znaczne wpływy w dużych zakładach przemysłowych w Łodzi, m.in. w fabrykach: Allarta-Rousseau, L. Geyera, A. Horaka, K. Eiserta, N. Eitingona, K. Kröninga, K. Scheiblera i L. Grohmana, w których systematycznie prowadziła akcje sabotażowe. Początkowo działała na Retkinii i Polesiu, a do końca 1941 objęła swoją działalnością całą Łódź.
Początkowo organizacja skupiała głównie komunistów, z czasem jednak dołączali do niej socjaliści, działacze związkowi i bezpartyjni. Do jej działaczy należeli m.in.: Marcin Bakoś, Tadeusz Głąbski, Leon Koczaski, Mieczysław Moczar, Stefan Przybyszewski, Ignacy Loga-Sowiński, Czesław Szymański, Adam Wedman i Wera Wedmanowa. Organizacja w styczniu 1942 weszła w skład Polskiej Partii Robotniczej.